# Promops centralis
Promops centralis es una especie de murciélago de la familia Molossidae propia de Sudamérica, Isla Trinidad y Centroamérica.